# Jugando a ser normal
Jugando a ser Normal es el primer sencillo de Decadente Entusiasta, cuarto álbum de estudio de la cantante argentina Sissi Hansen. La canción fue grabada en los estudios El Cubo en junio de 2001 por Alejandro Seoane junto a la banda de rock Tinnitus, quienes en ese momento estaban grabando un disco cuando conocieron a Sissi y ella quedó fascinada por su sonido.
La canción es de estilo powerpop y fue lanzada de manera gratuita en formato digital en octubre de 2007, dos meses antes que el disco, para apoyar el material. El sencillo además contiene la canción Las Rosas, compuesta por Sissi y Seoane, y un remix de Jugando a ser Normal a cargo del dj mexicano César Ceceña.

## Lista de temas
1. Jugando a ser Normal (Sissi Hansen; Leandro Pozzi) 3:46
2. Las Rosas (Sissi Hansen; Alejandro Seoane) 5:15
3. Jugando a ser Normal Tiger Rip Mix (Cesar Ceceña) 4:49

## Músicos
- Sissi Hansen: Voz
- Alejandro Seoane: Guitarras y Programaciones
- Leandro Pozzi: Guitarras y Programaciones
- Gerardo Lucero: Bajo